# Ryuthela iheyana
Ryuthela iheyana ONO, 2002 è un ragno appartenente al genere Ryuthela della famiglia Liphistiidae.
La prima parte del nome del genere deriva dalle isole Ryukyu, arco insulare fra il Giappone e Taiwan, dove sono diffusi; la seconda parte dal greco θηλή, thelè, che significa capezzolo, ad indicare la forma che hanno le filiere.
Il nome proprio deriva dall'isola giapponese di Iheyajima, appartenente all'arcipelago delle Ryukyu.

## Caratteristiche
Ragno primitivo appartenente al sottordine Mesothelae: non possiede ghiandole velenifere, ma i suoi cheliceri possono infliggere morsi piuttosto dolorosi.

### Femmine
Le femmine rinvenute hanno il bodylenght (lunghezza del corpo escluse le zampe) di 11,9 millimetri. Il cefalotorace è più lungo che largo e misura 5,2 x 4,2 millimetri. I cheliceri hanno 12 denti al margine anteriore delle zanne. L'opistosoma ha forma ovale, più lungo che largo, di 6 x 4,9 millimetri, i tubercoli oculari più larghi che lunghi, le filiere mediane posteriori sono ridotte e completamente fuse e con due paia di setae.

## Comportamento
Le tele a porta-trappola rinvenute dell'olotipo e dei paratipi avevano una dimensione variabile da 1,3 centimetri di apertura per 1,1 centimetri di profondità, fino a 1,6 x 1,4 centimetri le più grandi.

## Riproduzione
Questa specie ha vari caratteri in comune con la R. sasakii, in particolare le spermateche fuse alla base. La iheyana se ne differenzia per avere le spermateche più corte ed a forma di barra, mentre nelle altre specie la forma è triangolare; è anche geograficamente più vicina alla R. sasakii che alla R. nishihirai dell'isola di Okinawa.

## Colorazione
Il cefalotorace è di colore bruno giallognolo chiaro, il tubercolo oculare è nero; i cheliceri sono bruno-giallognolo chiaro prossimalmente, marrone scuro distalmente; le zanne bruno-rossicce. Lo sterno, le zampe e i pedipalpi sono bruno-giallognolo. L'opistosoma è bruno giallognolo, le scleriti dorsali sono beige alla base; le scleriti ventrali e le filiere sono bruno giallognolo chiaro.

## Distribuzione
L'olotipo è stato rinvenuto sul Monte Gayozan, piccola altura dell'isola giapponese di Iheyajima, nel gruppo delle Isole Okinawa.